# بخش کوراکو
بخش کوراکو (به اسپانیایی: Departamento Curacó) یک منطقهٔ مسکونی در آرژانتین است که در استان لا پامپا واقع شده‌است.